# Óscar Pareja
Óscar Alexander Pareja (Medellin, 10 augustus 1968) is een voormalig profvoetballer uit Colombia, die als middenvelder speelde voor onder meer Deportivo Cali en Independiente Medellín. In 1998 vertrok hij naar de Verenigde Staten. Pareja beëindigde daar zijn loopbaan in 2005 bij FC Dallas, en stapte vervolgens het trainersvak in.

## Interlandcarrière
Pareja, bijgenaamd El Generalito, kwam in totaal elf keer uit voor de nationale A-ploeg van Colombia. Onder leiding van bondscoach Luis Augusto García maakte zijn debuut op 5 juni 1991 in de vriendschappelijke uitwedstrijd tegen Zweden (2-2), net als Gabriel Martínez en Augusto Vargas. Hij nam met zijn vaderland deel aan de strijd om de Copa América 1991.

## Erelijst
Deportivo Cali
- Colombiaans landskampioen

1996, 1998